# São Mamede (Batalha)
São Mamede es una freguesia (feligresía) portuguesa ubicada en el municipio de Batalha con 40,38 km² de extensión y 3. 513 habitantes (2001). Densidad: 87,0 hab/km².
Recibió el título de villa el 1 de julio de 2003.
Entre su patrimonio destaca la capela de Santo Antonio de Batalha.